# Buße (Religion)

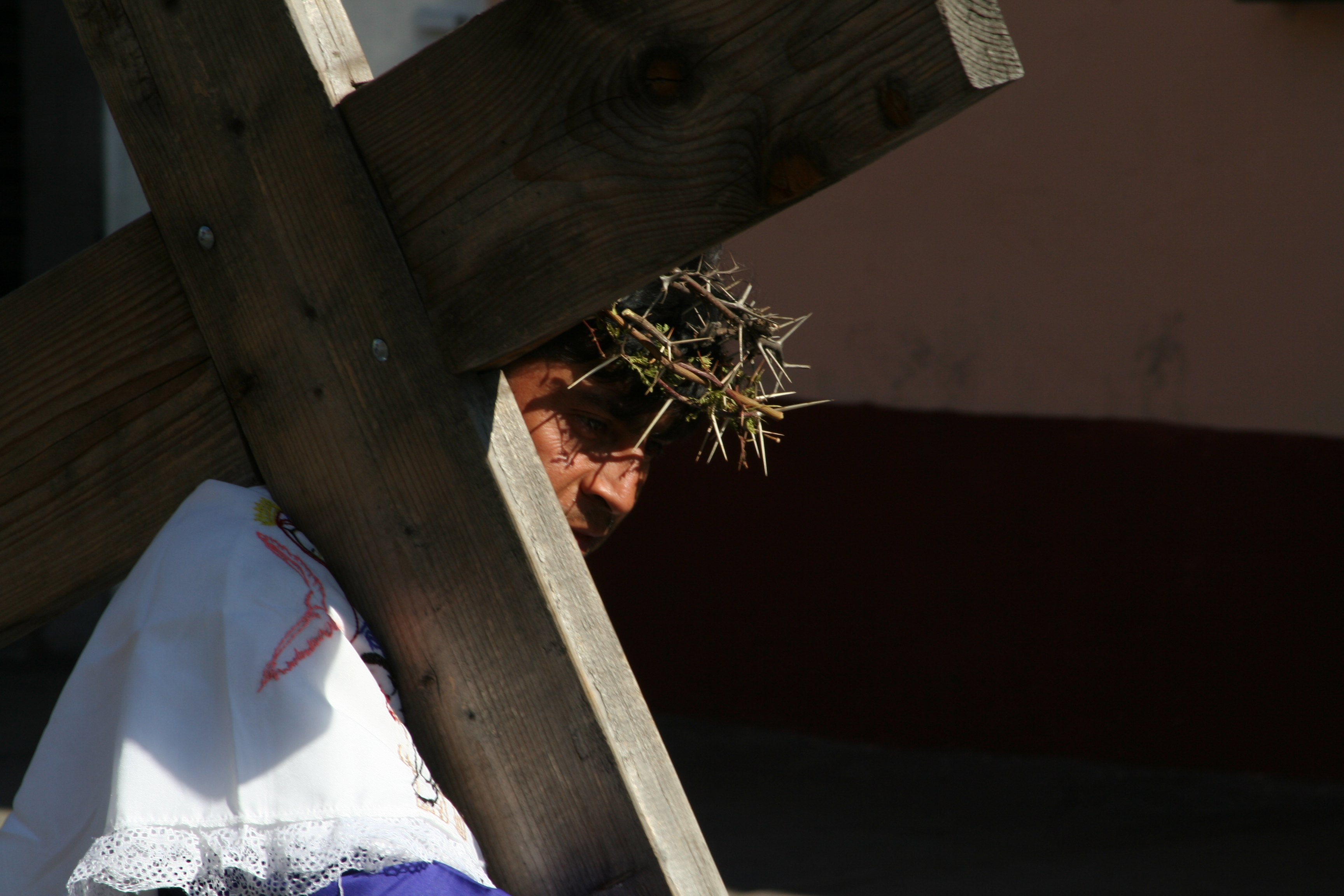
Büßer beim Kreuzweg in Iztapalapa, Mexiko

In religiöser Bedeutung bezeichnet die Buße das menschliche Bemühen um Anerkennung und Wiedergutmachung der Folgen früherer Taten, Verfehlungen und Sünden. Die Buße ist eng verbunden mit einer Umorientierung des Menschen im Sinne einer Umkehr.

## Herkunft des Begriffs
Die Wörter, die in verschiedenen Sprachen für den Begriff „Buße“ (von mittelhochdeutsch buoz[e], von althochdeutsch buoz[a] mit der ursprünglichen Bedeutung „Besserung“ – dann, nachdem das Wort auch in Zaubersprüchen verwendet worden war, „religiös-sittliche Genugtuung“ und „strafrechtliche Genugtuung“, und entsprechend mittelhochdeutsch büezen im Sinne von „bessern, gutmachen, beseitigen, therapieren, tilgen“) gebraucht werden, haben in der jeweiligen Alltagssprache unterschiedliche Bedeutungen:
- Der hebräische Begriff שוב schub aus dem jüdischen Tanach umfasst die Umkehr zu JHWH, dem Gott Israels. Es bedeutet Bundestreue und Vertrauen zu Gott sowie Abkehr von nicht segensvollen menschlichen Handlungen. Es beginnt im Gewissen und wirkt sich aus im Verhalten, vor allem in Teschuvah („Umkehr“), Tefillah („Gebet“) und Tzedakah („Mitmenschlichkeit“).
- Das Wort metanoia μετάνοια (von νοεῖν noein, „denken“ und μετά meta, „um“ oder „nach“) aus dem Griechischen Alten Testament und dem Griechischen Neuen Testament bedeutet wörtlich in etwa „Umdenken, Sinnesänderung, Umkehr des Denkens“.
- Ins Kirchenlateinische wurde metanoia mit paenitentia („Reue, Buße“), übersetzt, häufig abgeschliffen zu poenitentia und unzutreffend abgeleitet von poena („Strafe“).
- Im Lutherdeutschen wurde paenitentia mit Buße übersetzt, das sprachlich mit baß, „besser“, verwandt ist und ursprünglich „Nutzen, Vorteil“ bedeutete. Luther betonte dagegen mehr „Schrecken und gläubige Reue“. Es bezeichnete also die Genugtuung des Sünders gegenüber Gott.
- Hieraus hat sich im Deutschen die Bedeutung „von außen auferlegte Strafe oder Wiedergutmachung, die unabhängig von der inneren Einstellung ist“ entwickelt.[3]

## Im Christentum
Im Christentum stellt Buße das Bemühen um die Wiederherstellung eines durch menschliches Vergehen gestörten Verhältnisses zwischen Gott und dem Menschen dar. Die Buße führt über die Erkenntnis der eigenen Schuld (Ijob 42,6 ) zu den rechtschaffenen Werken des neuen Lebens (Apg 26,20 ), die die Abkehr von der bisherigen Lebensführung einschließen (Röm 6,1f ). Jesus Christus gilt hier als Sühneopfer für die Erbsünde und die Sünden aller Menschen.

### In der katholischen Kirche
In der katholischen Kirche kann der Begriff Buße Folgendes bedeuten:
- die Teilhabe am Leiden Christi[4]

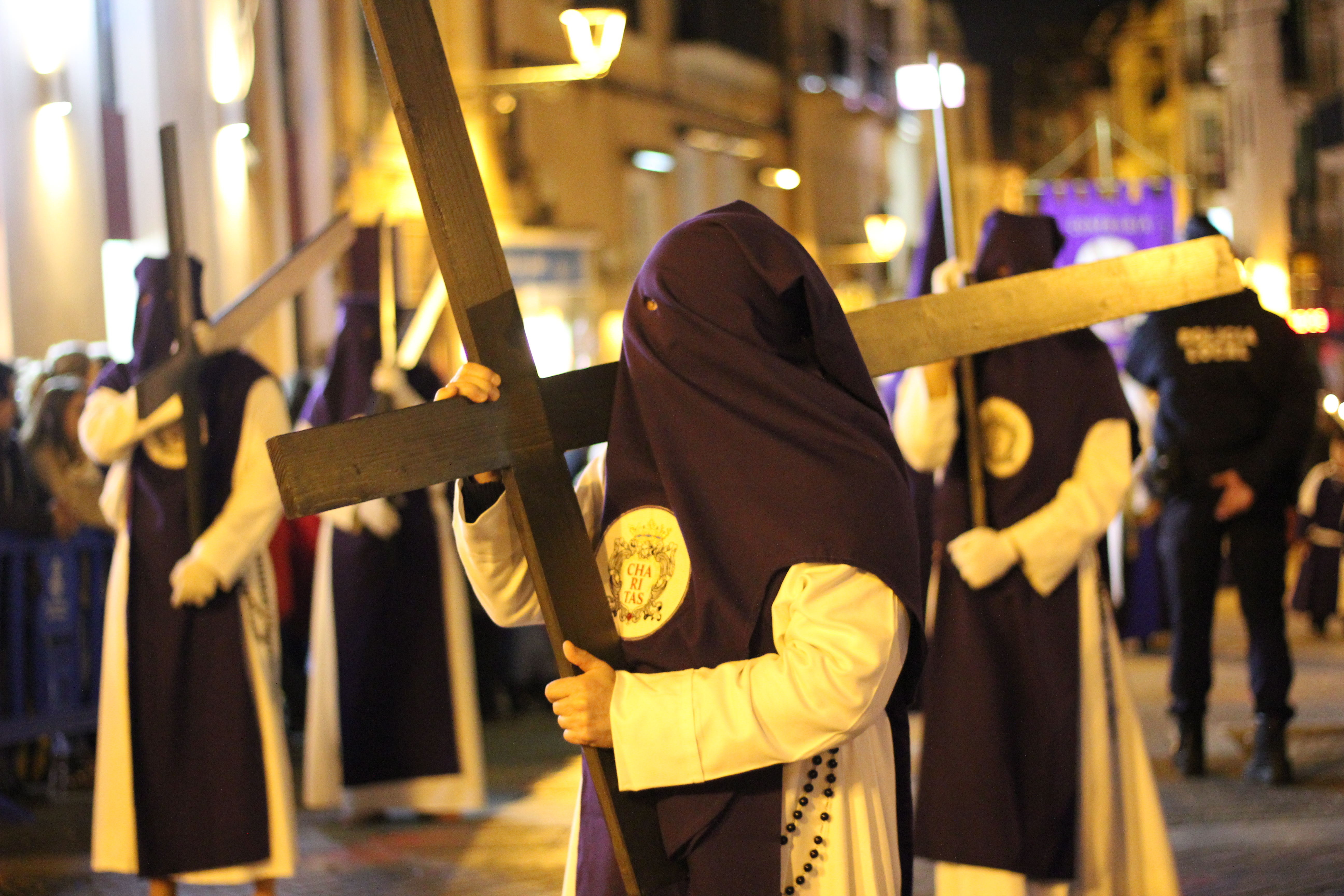
„Schwarze Büßer“ während der Karwoche in Palma de Mallorca

- das Erfüllen eines Werkes der Wiedergutmachung, das in Gebet, Almosen, Dienst am Nächsten, oder freiwilligem Verzicht bestehen kann, vielfach in Verbindung mit dem Empfang des Bußsakraments[5]
- in der alten Kirche eine von der Kirche auferlegte Strafe für ein Fehlverhalten, um den Sünder durch dieses äußere Bußwerk zu innerer Umkehr zu führen und ihn wieder mit Gott und der Kirche zu versöhnen.

Bußzeiten der ganzen Kirche im Laufe des Kirchenjahrs sind der Advent, die Fastenzeit, nach überliefertem Brauch auch die Quatembertage. In Süd- und Mitteleuropa entstanden auch Bruderschaften, die sich der öffentlichen, aber meist anonymen Buße widmen und – verdeckt von Kapuzen etc. – an Prozessionen teilnehmen: z. B. die „Schwarzen Büßer“, die „Weißen Büßer“ oder die „Blauen Büßer“. Während sie in Mitteleuropa zumeist verschwunden sind, spielen derartige Bruderschaften in Spanien (z. B. im Rahmen der Semana Santa) immer noch eine bedeutende Rolle.

### In der evangelischen Kirche
In der evangelischen Kirche wird Buße vor allem als Änderung der inneren Haltung verstanden und betont, dass Buße von Gott bewirkt wird. Nicht der Mensch kehrt aus eigenem Entschluss um, sondern Gott ist Ursache der Umkehr. Äußere Handlungen sind zwar mit dieser Umkehr verbunden, aber nicht als Voraussetzung, sondern als natürliche Folge einer grundlegenden Veränderung der inneren Haltung.
Das Wort Buße kann angewandt werden auf besondere Tage oder Akte der Umkehr oder auf eine ständige Lebenshaltung. Dies drückt sich in der ersten der 95 Thesen Luthers aus:

„Da unser Herr und Meister Jesus Christus spricht: ‚Tut Buße‘ etc. (Mt 4,17 ), hat er gewollt, daß das ganze Leben der Gläubigen Buße sein soll.“

### In den orthodoxen Kirchen
In den orthodoxen Kirchen wird unter der Metanoia (siehe: Metanie) vor allem eine Änderung der Lebenseinstellung verstanden, die durch die freiwillige Zusammenarbeit des Heiligen Geistes auf der einen Seite und des einzelnen Menschen auf der anderen Seite zustande kommt. Ziel ist dabei, die Vergebung Gottes anzunehmen, den Zorn gegen Gott und die Mitmenschen hinter sich zu lassen, und so von einer widernatürlichen, unmenschlichen „Todeshaltung“ zu einer natürlichen, menschlichen Lebenshaltung zu gelangen. Die im Sündenfall verdorbene Welt zieht den Menschen jedoch immer wieder in die falsche, seiner eigentlichen Natur als Bild und Gleichnis Gottes zuwiderlaufende Richtung, sodass die metanoia eine lebenslange Anstrengung gegen das eigene geistlose Mitläufertum ist. Der Empfang der Sakramente, Fasten und Gebet helfen dabei, indem sie schon im „hier und jetzt“ ein Gegenbild zur gefallenen Welt darstellen.

### Im Pietismus
Der Pietismus und manche Evangelikalen verstehen unter Buße auch eine einmalige, grundlegende Bekehrung zu Jesus Christus, die in einem veränderten Leben resultiert. Diese bewusste Lebenswende ist Antwort auf das Angebot der Gnade Gottes, beendet das bisherige Leben als ungläubiger Mensch und beginnt mit Hilfe des Heiligen Geistes ein Leben in Orientierung an Gott.

## Im Judentum
Der Monat Elul gilt als Beginn der „Teschuwa“, der Umkehr. Diese ist mit Rosch ha-Schana noch nicht abgeschlossen, sondern erstreckt sich über die folgenden zehn Tage der Umkehr bis zum Jom Kippur. Dies ist der heiligste und feierlichste Tag des jüdischen Jahres. Dessen Gebete und Schriftlesungen sprechen von Reue und Versöhnung – mit sich selbst, mit den Mitmenschen und mit Gott. Essen, Trinken, Baden, Körperpflege, das Tragen von Leder (einschließlich Lederschuhen) und sexuelle Beziehungen sind an diesem Tag verboten, in der Neuzeit auch das Rauchen. Das Fasten – der gänzliche Verzicht auf Essen und Trinken – beginnt kurz vor Sonnenuntergang und endet am folgenden Tag nach Einbruch der Nacht.

## Im Islam
Im Islam ist Gott allein derjenige, der die Buße des Menschen annimmt, vorausgesetzt, es handelt sich um echte Reue mit der festen Absicht, die Sünden in der Zukunft zu unterlassen.

„Fast neigen sich die Himmel, um von oben her zu brechen, und die Engel verherrlichen ihren Herrn mit Seiner Lobpreisung und erflehen Vergebung für die auf Erden. Siehe, Allah ist wahrlich der Vergebende, der Barmherzige.“

Eine festgelegte Bußpraxis existiert nicht. Der gläubige Muslim muss auf die Barmherzigkeit von Allah vertrauen und durch religiöse Taten (beten, fasten u. a.) die Buße für seine Sünden erbringen.

## Im Buddhismus

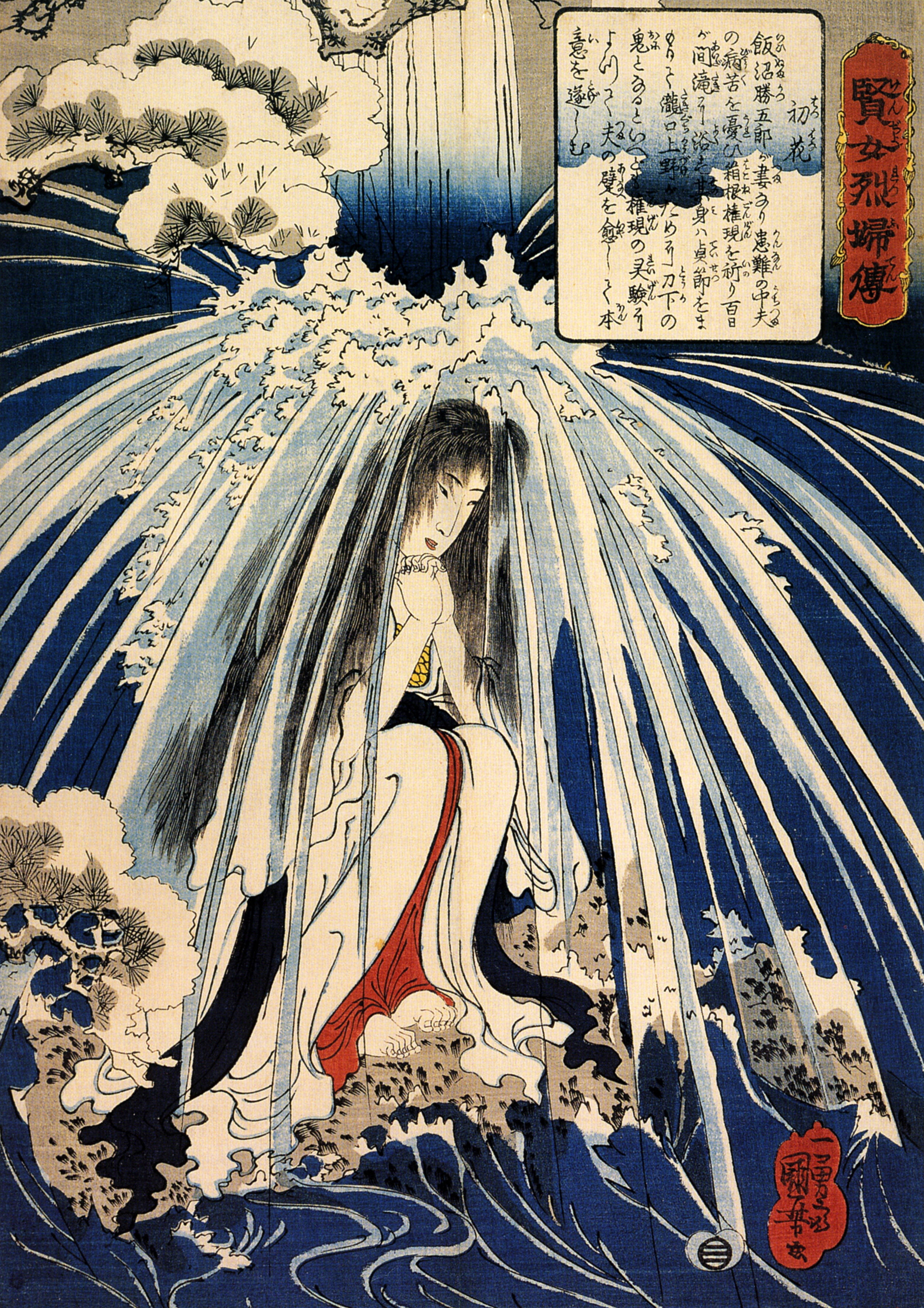
Hatsuhana tut mit verschränkten Händen Buße unter dem tosenden Tonosawa-Wasserfall für die Heilung des Knies ihres Sohnes, bis sie durch die Härte und Austerität ums Leben kommt; Ukiyo-e von Utagawa Kuniyoshi

Der Begriff Buße oder Reue wird im Buddhismus ähnlich wie im Griechischen (μετάνοια metanoia) als Umorientierung gesehen und auch der in buddhistischen Texten verwendete chinesische Begriff (懺悔 / 忏悔,  chànhuǐ) wird mit „Buße“ oder „Reue“ übersetzt. Der Vorgang der Reue beginnt mit dem Erkennen des unheilsamen Charakters von Tat, Rede oder Denken bzw. der dahinterliegenden unheilsamen Absicht. Im Bewusstsein, dass alles Wirken das Karma formt und entsprechende Konsequenzen hat, wird der schädigende Charakter von unheilsamen Gedanken, Worten und Handlungen erkannt und somit bereut. Die „tätige Reue“ oder Buße ist der Entschluss zur Umkehr, zum Nicht-Schädigen, der Reinigung oder Läuterung des Geistes bewirkt und den Boden für heilsame Handlungen vorbereitet. Eine vollkommene Reue und Umkehr tilgt die karmatischen Folgen (die u. U. noch erduldet werden müssen) und öffnet auch denen, die sich äußerst unheilsamer Handlungen schuldig gemacht haben, den Weg zur vollkommenen Befreiung. Als klassisches Beispiel gilt der Räuber und Mörder Angulimala (MN 86, Angulimāla Sutta), der schließlich ein Arhat, ein Heiliger wird. Siehe dazu das buddhistische Reuebekenntnis.

## Im Hinduismus
Im Hinduismus sind Bußübungen eher ein Mittel zur Erreichung eines Ziels; mit derartigen – oft extremen – Praktiken ist es sogar möglich, den Willen der Götter zu beeinflussen. Im berühmten Relief Arjunas Penance in Mamallapuram versucht Arjuna, einer der fünf Pandava-Brüder, durch lange dauerndes Stehen auf einem Bein an Shivas Waffen zu kommen, die einen Sieg in der zu erwartenden Schlacht zu Kurukshetra ermöglichen würden.